# Paleontolog
Paleontológ je znanstvenik, ki preučuje starodavna živa bitja. Pri tem si pomaga z npr. fosilnimi ostanki kosti, zob, listov...
Znanstvena veda, ki se ukvarja s tem, se imenuje paleontologija.